# Tor Øyvind Hovda
Tor Øyvind Stensæter Hovda, född 24 september 1989 i Ringerike, är en norsk fotbollsspelare som spelar för Sarpsborg 08 i norska Tippeligaen. Han har ett förflutet i Allsvenskan, där han representerat både Kalmar FF och Åtvidabergs FF. 
Totalt spelade Tor Øyvind 140 matcher för Hønefoss BK, under hans sista säsong gjorde han 4 mål i Tippeligaen (2013).